# Шатравинське нафтове родовище
Шатравинське нафтове родовище розташоване в Липоводолинському районі Сумської області за 3 км від смт Липова Долина. Воно знаходиться в північній прибортовій зоні Дніпровсько-Донецької западини.

## Опис
Підняття виявлене і підготоване до глибокого буріння у 1980 р. сейсмічними дослідженнями МВХ в нижньокам'яновугільних відкладах. У 1984 р. пробурена пошукова свердловина 1, при випробуванні якої з турнейських відкладів (продуктивний горизонт Т, інт. 4386-4405 м) одержано добовий приплив нафти 104 м³ та розчиненого газу 21,7 тис. м³ на 8-мм штуцері. Встановлена нафтоносність і нижньовізейських відкладів у горизонті В-26. До Державного балансу запасів корисних копалин України родовище включене в 1986 р. У результаті пошуково-розвідувальних робіт, завершених у наступному році, виявлені та розвідані поклади нафти горизонтів Т і В-26 та оцінені їх запаси.
На площі пробурено дві свердловини, якими роз¬крито розріз порід від четвертинних до верхньодевонських.
В нижньокам'яновугільних відкладах (горизонт Т) структура являє собою брахіантикліналь північно-західного простягання розмірами по ізогіпсі -4250 м . 1,6x0,7 км. Поклади нафти горизонтів Т і В-26 пластові склепінні.
Дослідно-промислова експлуатація не проводилась. Очікується пружноводонапірний режим розробки.
На 1.01 1994 р. родовище закінчене розвідкою і підготоване до розробки.